# سعود بن محمد بن عبد العزيز آل سعود
سعود بن محمد بن عبد العزيز بن عبدالله بن فيصل بن تركي آل سعود الملقب بشاعر القرن ومن أعمدة أسرة ال سعود ولد عام 1338هـ بالرياض، وهو أكبر أولاد والده وابنه البكر، ووالده هو محمد المطوع بن عبد العزيز بن سعود بن فيصل آل سعود، ووالدته هي الأميرة منيرة بنت عبد الرحمن بن فيصل آل سعود شقيقة الملك عبد العزيز بن عبد الرحمن آل سعود.

## نسبه
الأمير سعود بن الأمير محمد بن عبد العزيز بن الإمام سعود بن فيصل بن تركي بن عبد الله بن محمد بن سعود بن محمد بن مقرن بن مرخان بن إبراهيم بن موسى بن ربيعة بن مانع بن ربيعة المريدي

## حياته
ولد سنة 1338 للهجرة، وقد لازم والده الملقب بالأمير الزاهد محمد بن عبد العزيز بن سعود بن فيصل آل سعود، وخاله الملك عبد العزيز، والتحق بحلقة الشيخ الراحل محمد بن إبراهيم ال الشيخ، وأفاد منها علماً وأدباً ومزاملة لأهل العلم والصلاح، وكان مضرباً لمثل بر الوالدين إذ خصص لكل يوم بالجلوس مع والده الأمير الزاهد بعد كل صلاة فجر، وكان كثير الأداء لفريضة الحج والعمرة وجميع من معه على نفقته الخاصة.
كان يسمونه شاعر القرن وسيد الشعر، وله مجلس يمتلئ بأعلى الرجال منزلة، ممن يتحادثون بالشعر والرواية والأدب والفكر وصاحب مجد واسع وثقافة أدبية واسعة كما أنه من محبي الفروسية، وعرف عنه التدين والكرم، ومساعدة المحتاجين. له العديد من القصائد والتي قام ابنه الشاعر السامر بحفظها بموقعه الخاص وذلك حفظا لها من السرقة الأدبية.
لديه مكتبة ضخمة تضم أمهات الكتب في مختلف العلوم بعضها ورثها من والده، وبعضها اقتناها من جهات حكومية وبعضها اقتناها من إهداءات له وأكثرها من شرائه لها وخاصة في البلدان التي يزورها، وكم من كتب طبعت على نفقته الخاصة أو بتوصية منه.

## الهوايات
كان محبا للقنص والصيد بالصقور، والتجول في المناطق البرية، وقد أقام عدة مخيمات لذلك في كثير من البلدان في العراق والكويت والسعودية وغيرها. فكان محبا للصحراء والطبيعة. كان أيضا شغوفا بالفروسية والإبل فكان يملك وبعض إخوانه وأولاده عددا من الخيول العربية الأصيلة ويشارك بتلك الخيول في عدد من المسابقات المحلية والخارجية، وكذلك له اهتمام بمزايين الإبل واقتناء بعضها والعناية بها ومعرفته لأصايلها وصفاتها، وكان فارساً يعتني بركوبها واقتنائها.

## قصائده الشعرية
من المحبين للأدب والأدباء وله الباع في ذلك، وله اهتمام بالأدب العربي الفصيح، ويحفظ في ذلك عددا كبيرا من القصائد مع معانيها وقائليها، وكذلك كان يقول الشعر وخاصة الشعبي منه.
ضاقت بي الدنيا وأنا قبل مسرور
وأنت السبب يا مرخصٍ كل غالي
هذا وأنا توي من اليوم مهجور
وشلون لو لي عن فراقك ليالي

## الأسرة

### الزوجات.
•الأميرة حصة بنت عبدالعزيز آل سعود، والدة ابنه الأمير خالد بن سعود وهو بكره، والأميرة البندري بنت سعود.
- الأميرة موضي بنت محمد بن سعود الكبير (توفيت يوم الإثنين 15 ذي الحجة 1444هـ الموافق 3 يوليو 2023 م وصلي عليها في جامع الإمام تركي بن عبد الله بالرياض) والدة الأمير بندر، الأمير عبد العزيز،[3] الأمير سلطان، الأمير عبد الله،[4] الأميرة أسماء.

- الأميرة حصة بنت سعود بن عبدالعزيز آل سعود(توفيت 14رمضان 1437هـ الموافق 19 يونيو 2016 )
- الأميرة الدكتورة الجوهرة بنت فهد بن محمد بن عبد الرحمن آل سعود.
- الاميرة الجوهرة بنت سعود الكبير بن عبدالعزيز آل سعود تزوجها بعد طلاقها من الملك فيصل بن عبدالعزيز وهي ابنه الأميرة نورة بنت عبدالرحمن والدة الأميرة مضاوي
- الأميرة شاهه بنت تركي بن محياء والدة الاميرة بها
- الأميرة غالية بنت ماجد بن عبدالعزيز الدويش. والدة الأمير محمد، الأمير أحمد، الأمير المنتصر بالله، الأمير مشعل، الأميرة العنود، الأميرة ديم، والأميرة شروق (متوفاة).
- الأميرة نورة بنت بندر بن فيصل الدويش. والدة الأمير نواف، الأمير عبد الإله، الأميرة نوف، الأميرة لجين، الأميرة عتاب، والأمير متعب.
- الأميرة العنود بنت عبد الله بن عبد المحسن الفرم الحربي. والدة الأمير بدر، الأمير نايف، الأميرة حصة، والأميرة الهنوف.
- كريمة الشيخ عبد الله بن حميدي الجربا الشمري. والدة الأمير المنصور.
- الأميرة سارة بنت منصور بن مجرور السبيعي والدة الأمير سعد (منادي)
- الأميرة شيمة بنت محمد بن ضاري بن طوالة (متوفاة). والدة الأمير فيصل.
- الأميرة موضي بنت عبد الله العريعر، والدة الأمير سلمان والأميرة رسيس.
- الأميرة نورة بنت عبدالمحسن بن حشر بن حميد. والدة الأمير عبد المجيد.[5]
- الأميرة شيخة بنت خليل بن ناصر بن عمر بن قرملة القحطاني. ابنة أمير قحطان ووالدة الاميرة فهدة والأمير فهد والأمير عبدالرحمن.

### أبناؤه وبناته
1. الأمير خالد بن سعود، وهو أكبر أولاده وابنه البكر. متزوج من الأميره لطيفه بنت فهد بن عبد العزيز (متوفاة) ولها سعود بن خالد بن سعود، ومطلقة من الأمير تركي بن عبد الله بن محمد بن عبد الرحمن ولها فيصل بن تركي بن بن عبد الله بن محمد بن عبد الرحمن.[6]

1. الأميرة البندري بنت سعود، كانت متزوجة من الأمير عبد الرحمن بن سعد الثاني بن عبد الرحمن، والدة تركي وأريج والجوهرة.

1. الأميرة مضاوي بنت سعود.[7]

1. الأمير فيصل بن سعود (عضو شرف نادي الهلال). متزوج من الأميرة عتاب بنت سلطان بن عبد العزيز آل سعود وله من الأبناء الأمير محمد كان متزوج من الأميرة مضاوي بنت عبد الله بن عبد العزيز آل سعود)، الأمير بندر (عضو شرف نادي الهلال)، الأمير فهد (عضو شرف نادي الهلال، كان متزوج من الأميرة مضاوي بنت محمد بن نواف بن عبد العزيز آل سعود)، والأميرة الدكتورة نورة.
2. الأمير تركي بن سعود (رئيس مدينة الملك عبد العزيز للعلوم والتقنية)
3. الأمير بندر بن سعود (كان رئيس الهيئة السعودية للحياة الفطرية)، وعضو شرف نادي الهلال. متزوج من كريمة الأمير تركي بن سعود الكبير.
4. الأمير الشاعر عبد العزيز بن سعود «السامر» (عضو شرف نادي الهلال)
5. الأميرة جواهر بنت سعود
6. الأميرة مشاعل بنت سعود
7. الأمير فهد بن سعود
8. الأميرة أسماء بنت سعود
9. الأميرة سارة بنت سعود.[8]
10. الأميرة فهدة بنت سعود
11. العميد ركن الأمير سلطان بن سعود
12. الأمير الشاعر سعد بن سعود "المنادي" (عضو هيئة التدريس بكلية الإعلام بجامعة الإمام محمد بن سعود الإسلامية، وله عدد من المؤلفات في الإعلام والاتصال، وديوان شعري). متزوج من الأميرة نوف بنت عبد الرحمن بن عبد العزيز آل سعود
13. الأمير عبد الرحمن بن سعود
14. الأمير عبد الله بن سعود (رئيس مجلس إدارة مجموعة الأحلام السياحية القابضة)
15. الأميرة بهاء بنت سعود، متزوجة من الأمير محمد بن فهد بن محمد بن عبد الرحمن آل سعود.
16. الأمير بدر بن سعود (مدير إدارة العلاقات والإعلام بمديرية شرطة منطقة مكة المكرمة سابقًا وبالقوة الخاصة لأمن المسجد الحرام حاليًا، والرئيس العام لأندية الطلبة السعوديين بالمملكة المتحدة وأيرلندا للدورة (31) سابقًا، وكاتب صحفي بعدد من الصحف وخاصة عكاظ). والدته هي الأميرة العنود بنت عبد الله بن عبد المحسن الفرم.
17. الأميرة الجوهرة بنت سعود
18. الأمير نايف بن سعود. متزوج من كريمة الأمير سعود بن عبد الله الفيصل بن عبد العزيز آل سعود[9]
19. الأميرة حصة بنت سعود
20. الأميرة نوف بنت سعود
21. الأميرة العنود بنت سعود
22. الأميرة عتاب بنت سعود
23. الأميرة ديم بنت سعود
24. الأمير نواف بن سعود
25. الأمير متعب بن سعود (عضو شرف نادي الهلال). متزوج من الأميرة سارة بنت خالد بن بندر بن عبد العزيز آل سعود
26. الأمير محمد بن سعود
27. الأمير أحمد بن سعود. متزوج من كريمة الأمير تركي بن فهد بن سعود الكبير.[10]
28. الأميرة منيرة بنت سعود
29. الأميرة لجين بنت سعود
30. الأميرة شروق بنت سعود (متوفاة)
31. الأمير المنتصر بالله بن سعود
32. الأميرة رسيس بنت سعود
33. الأمير سلمان بن سعود
34. الأمير عبد الإله بن سعود (عضو شرف نادي الهلال)
35. الأمير مشعل بن سعود
36. الأميرة الهنوف بنت سعود
37. الأمير عبد المجيد بن سعود بن محمد، والدته الأميرة نورة بنت عبد المحسن بن حشر بن حميد المقاطي العتيبي[11]
38. الأمير المنصور بن سعود. متزوج من كريمة الأمير تركي بن سعود الكبير

## وفاته
في آخر حياته مرض مرضاً شديداً دام عدة شهور حيث كان يعاني من مرض القلب لانسداد بالصمامات، مما أدى إلى تدهور وضعه الصحي، وقد ذهب للعلاج بعدد من البلدان، ولكن الله توفاه في صبيحة يوم الثلاثاء 18-3-1437هـ الموافق 29 ديسمبر/ كانون الأول 2015 وصلي عليه بجامع الإمام تركي بن عبد الله بالرياض بعد صلاة المغرب، وصلى عليه خادم الحرمين الشريفين الملك سلمان بن عبد العزيز آل سعود، وإخوان الفقيد: أصحاب السمو الأمراء تركي ونايف وبندر ومتعب ومنصور وماجد، وجمع من الأمراء والوزراء والعلماء والأدباء وزعماء القبائل.
توفاه الله وعمره قرابة مائة عام، وقد نعاه الديوان الملكي لمنزلته في المملكة والعالم العربي.